# Melipotis jucunda
Melipotis jucunda là một loài bướm đêm trong họ Erebidae.